# All Nippon Airways

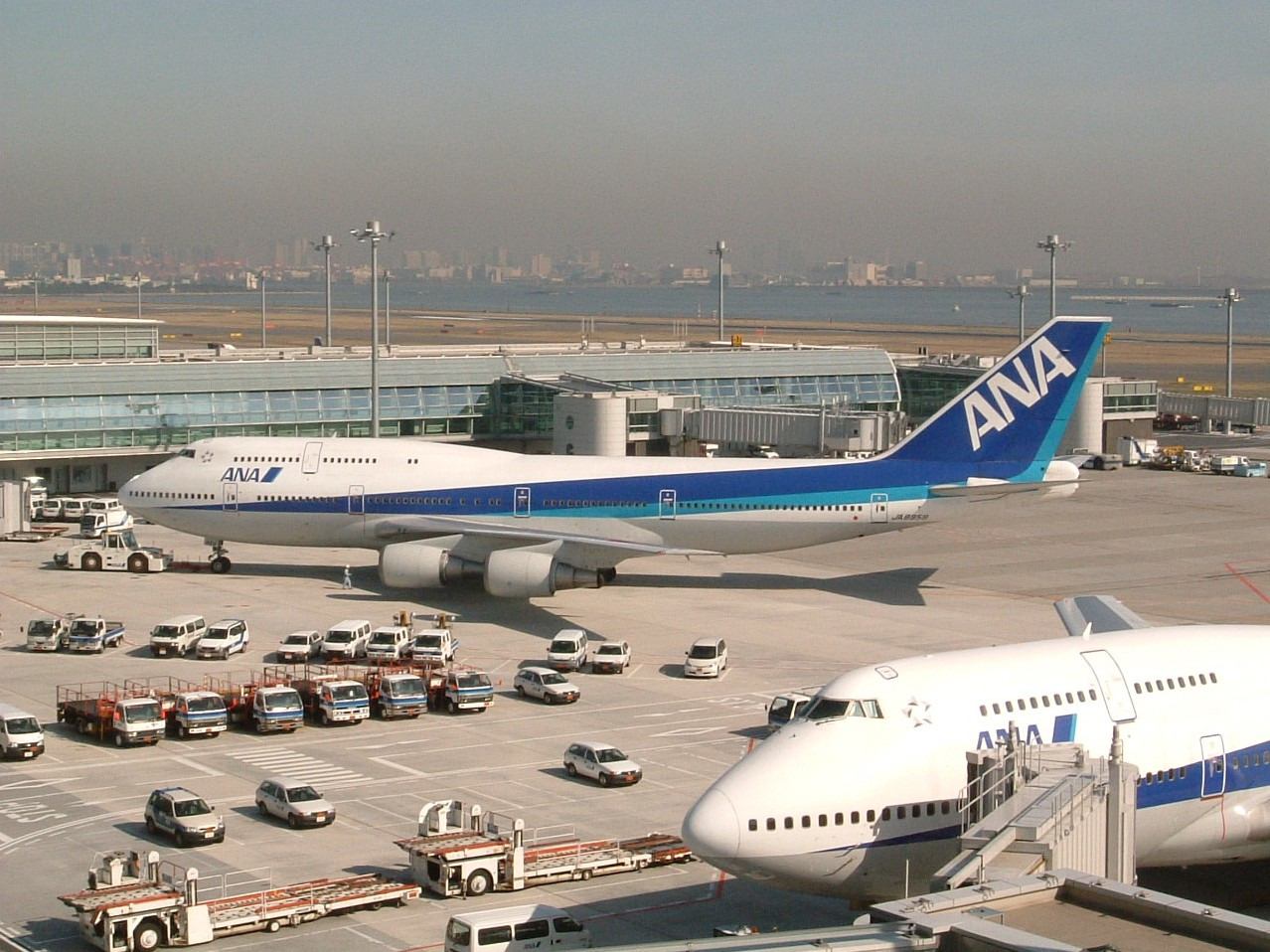
Az ANA két Boeing 747-400-as repülőgépe a Haneda nemzetközi repülőtér második termináljánál

Az All Nippon Airways (japánul 全日本空輸株式会社, Hepburn-átírással Dzen Nihon Kúju)(IATA: NH, ICAO: ANA, Hívójel: ALL NIPPON), egyéb ismert nevén Dzennikkú (全日空) vagy ANA egy tokiói székhelyű japán légitársaság. Az ANA Japán legnagyobb belföldi légitársasága és a Japan Airlines után az ország második legnagyobb nemzetközi légi fuvarozója. Számos belföldi és nemzetközi célállomására 214 repülőgéppel juttatja el utasait. 2016 márciusában több mint 20 000 alkalmazottat foglalkoztatott.
Legfontosabb nemzetközi bázisrepülőterei a tokiói Narita és az oszakai Kanszai nemzetközi repülőtér. Fő belföldi központjai a Haneda nemzetközi repülőtér, az Oszakai nemzetközi repülőtér, a Csúbu Centrair nemzetközi repülőtér és a Sincsitosze nemzetközi repülőtér.
A társaságnak számos alvállalatot működtet:
- Air Nippon, regionális légitársaság
- Air Japan, az ANA charter ága
- Air Next, a fukuokai központú diszkont légitársaság
- Air Central, nagojai székhelyű társaság
- ANA & JP Express, teherszállító vállalat

## Flotta
| Típus             | Darab | Rendelés | Férőhely | Megjegyzés                                           |
| ----------------- | ----- | -------- | -------- | ---------------------------------------------------- |
| Airbus A320-211   | 14    | -        | 166      |                                                      |
| Airbus A320Neo    | -     | 7        | -        |                                                      |
| Airbus A321-200   | -     | 4        | -        |                                                      |
| Airbus A321Neo    | -     | 26       | -        |                                                      |
| Boeing 737-700    | 20    | -        | 120      | 3 gép bérelve                                        |
| Boeing 737-700 ER | 2     | -        | 38-44    | Business jetek                                       |
| Boeing 737-800    | 31    | 4        | 166      |                                                      |
| Boeing 767-300    | 22    | -        | 270      | Fokozatos megszüntetés, cseréje 787-8                |
| Boeing 767-300 ER | 35    | -        | 202-270  | Fokozatos megszüntetés, cseréje 787-8                |
| Boeing 777-200    | 16    | -        | 405      | Fokozatos megszüntetés, cseréje 787-9                |
| Boeing 777-200 ER | 12    | -        | 223-405  |                                                      |
| Boeing 777-300    | 7     | -        | 514      |                                                      |
| Boeing 777-300 ER | 20    | 8        | 212-264  | Szállítások 2015-től                                 |
| Boeing 777-9X     | -     | 20       | -        |                                                      |
| Boeing 787-8      | 32    | 4        | 169-335  |                                                      |
| Boeing 787-9      | 2     | 42       | 215-395  | Forgalomba helyezés 2014-től, a 777-200-asok cseréje |
| Boeing 787-10     | -     | 3        | -        |                                                      |
| Mitsubishi MRJ90  | -     | 15       | -        | Szállítások 2016-tól                                 |